# 霍成君
霍成君（前80年代—前54年），中國西汉名臣霍光小女儿，霍顯所生，汉宣帝刘询第二位皇后，孝昭皇后姨母。被废，后自杀。

## 生平
父亲霍光在前74年拥立刘询登基，刘询的元配妻子许平君被立为婕妤。公卿议更立皇后，皆心仪霍光的女儿成君。刘询于是下诏求微时故剑，大臣知其所指，请求立许婕妤为皇后。本始三年（前71年），皇后许平君被霍成君的母亲显毒死后，霍光将霍成君送入宫中，次年正式册为皇后。婚后帝后感情燕好，但一直沒有生育。
地節二年（前68年，或本始六年），霍光病逝。霍光旧部时任京兆尹赵广汉察觉到宣帝有打压霍家之意，亲率长安官吏同去霍成君同母兄弟、博陆侯霍禹家，直突入其门，搜索其非法酿酒、非法屠宰的证据，砸坏了霍家的瓶罐，离去时还用斧劈了霍家的门关。霍成君闻讯对着对宣帝哭，宣帝同情，召问赵广汉。
地節三年（前67年），汉宣帝立与许平君在民间所生的刘奭为太子，霍成君母亲显非常恼怒，授意霍成君伺机毒杀刘奭，未能成功。次年霍家发动政变未遂，招致灭族，显、霍禹、侄孫乐平侯霍山、冠阳侯霍云都處決或者自杀。几个月后，汉宣帝以阴谋毒害太子为由，废掉霍成君，令其迁往昭台宫。十二年后的五凤四年（前54年），再度令其迁往云林馆，霍成君自杀。

## 家庭
- 父亲：霍光
- 母亲：□显（谋反被诛）
- 丈夫：汉宣帝
- 大哥：霍禹（谋反被诛）

## 延伸阅读
[在维基数据编辑]
 《漢書·卷097上》，出自班固《漢書》
 《漢書/卷097下》，出自班固《漢書》